# Rio das Ostras
Rio das Ostras is een gemeente in de Braziliaanse deelstaat Rio de Janeiro. De gemeente telt 159.529 inwoners (schatting 2021).
De gemeente heeft te kampen met milieugevolgen als gevolg van de vervuiling van stranden, rivieren en lagunes door een gebrek aan elementaire sanitaire voorzieningen en aantasting van het milieu door illegale activiteiten in gebieden van milieubescherming (APA's) voor de bescherming en het behoud van biotische kenmerken (flora en fauna). De binnenlandse lozing van clandestien rioolwater uit woningen en bedrijven heeft op een agressieve manier eutrofiëring in het ecosysteem veroorzaakt.
De systemische corruptie van de gemeente begon met zijn politiek-bestuurlijke emancipatie op 10 april 1992 en vernietigde een groot deel van Rio das Ostras dat er tot op heden geen enkele vorm van sanitaire basis is. Het gebrek aan drinkwater, riolering, openbare wegverharding en openbaar vervoer zijn oude en systemische problemen voor een gemeente die biljoenen olie-royalty's ontving.
Tegenwoordig lijdt veel van de kustlijn van Rio das Ostras aan de opgang van de zee, erosies en onregelmatige onregelmatige constructies. In het stedelijk gebied is er een aanzienlijke toename van sloppenwijken, geweld, werkloosheid en sociale ongelijkheid. Het gebrek aan elementaire sanitaire voorzieningen treft elke gemeente.

## Aangrenzende gemeenten
De gemeente grenst aan Casimiro de Abreu en Macaé.